# Locomotora de Vapor 120-2131
La Locomotora de vapor 120-2131 "Oeste 77" és una locomotora fabricada per l'empresa Esslingen a Alemanya el 1884 i que es troba conservada actualment al Museu del Ferrocarril de Catalunya, amb el número de registre 00004 d'ençà que va ingressar el 1981, com una donació de la companyia Ferrocarril de Salamanca a la Frontera Portuguesa (adquirida per Renfe).

## Història
Adquirides inicialment pel Ferrocarril de Salamanca a la frontera portuguesa, van ser construïdes a Alemanya pel fabricant Esslingen. És un model molt estès durant l'últim terç del s. XIX. En el seu moment resultà innovador pel fet d'introduir un eix davanter lliure (sense bieles) que el capacitava per a velocitats més elevades. Van ser utilitzades per remolcar trens de viatgers en línies de poc pendent. Progressivament serien desplaçades a mesura que va ser necessari un increment de potència i prestacions, particularment a partir de finals de segle.
El 1928 l'antiga companyia seria absorbida per la Compañía del Oeste, on la present locomotora rebia el número 77, i finalment el 1941 per Renfe, encara que tan sols n'existien ja dues de les tretze locomotores inicials. Des de llavors, serien utilitzades com a màquines de maniobres al dipòsit de Salamanca, fins que foren retirades definitivament en la dècada de 1960.

## Conservació
El seu estat de conservació és bo. Entre els anys 1990 i 1991 es va sotmetre a un procés de restauració de xapa i pintura.